# Бург Аржантал
Бург Аржантал (фр. Bourg-Argental) насеље је и општина у источној Француској у региону Рона-Алпи, у департману Лоара која припада префектури Сент Етјен.
По подацима из 2011. године у општини је живело 2984 становника, а густина насељености је износила 148,09 становника/km². Општина се простире на површини од 20,15 km². Налази се на средњој надморској висини од 535 метара (максималној 1.003 m, а минималној 450 m).

## Демографија
| 1962. | 1968. | 1975. | 1982. | 1990. | 1999. | 2011. |
| ----- | ----- | ----- | ----- | ----- | ----- | ----- |
| 3.035 | 3.091 | 3.239 | 3.150 | 2.877 | 2.767 | 2.984 |

График промене броја становника у току последњих година